# Bến không chồng (phim)
Bến không chồng là bộ phim điện ảnh của Việt Nam năm 2001, dựa theo tiểu thuyết cùng tên của nhà văn Dương Hướng, kịch bản chuyển thể bởi Lưu Trọng Văn. Phim do Lưu Trọng Ninh đạo diễn kiêm vai nam chính, cùng các diễn viên Minh Châu, Như Quỳnh, Thúy Hà.
Lấy bối cảnh một vùng nông thôn Bắc Bộ, Bến không chồng đề cập đến cuộc sống của những người phụ nữ tại ngôi làng mà đa số đàn ông đã hy sinh nơi chiến trường. Những thế hệ phụ nữ với tính cách, suy nghĩ riêng ở lại với mưu cầu tình cảm và hạnh phúc, trái ngược là những tư tưởng lạc hậu và thị phi ngăn cản họ.

## Nội dung
Vào năm 1954, người lính tên Vạn trở về làng sau khi bị thương nặng trong Chiến dịch Điện Biên Phủ, ông được chính quyền địa phương và dân làng xem như một anh hùng và được sắp xếp sinh sống tại nhà của địa chủ Hơn. Trong cuộc Cải cách ruộng đất diễn ra trước đấy không lâu, gia đình Hơn bị đấu tố, giờ chỉ còn lại vợ và con trai Hơn. Tư tưởng bài trừ tư sản còn dai dẳng khiến mẹ con Hơn bị cả làng cô lập dù bà là người nhân hậu. 
Trở về làng, Vạn được gặp lại bà Nhân, khi còn là thanh niên họ từng có tình cảm với nhau, nhưng vì không đủ kiên định để hỏi cưới Nhân nên Vạn bỏ làng đi quân đội. Bây giờ, Nhân đã kết hôn và chồng cũng đã hy sinh để lại 4 mẹ con cô.
Bối cảnh chuyển đến 10 năm sau, một thế hệ đàn ông khác lại ra chiến trường để lại những góa phụ, trong đó, con trai của bà Hơn và bà Nhân lần lượt vào chiến trường miền Nam và hy sinh. Tình cảm thời thanh niên giữa Nhân và Vạn vẫn còn nhưng vì điều tiếng của dân làng nên không họ không dám vượt ra ranh giới. Bà Hơn lúc này chỉ còn một mình, ông Vạn không muốn dân làng gièm pha nên dọn ra sống ở ngoài khu làng. Con gái của Nhân là Hạnh đã kết hôn với Nghĩa trước khi anh ta nhập ngũ, sau vài năm, Nghĩa lập được công trạng và trở về là một sĩ quan quân đội. Nghĩa không thể có con nhưng không thú nhận, với tư tưởng cổ hủ, gia đình Nghĩa đổ lỗi cho Hạnh và ép cô phải để cho Nghĩa lấy vợ hai. Thấy chồng không đứng ra bảo vệ mình, Hạnh tìm mọi cách khiến Nghĩa phải li hôn, cô về sống cùng với mẹ. Sau một thời gian giả điên giả khùng, Hạnh quyết định rời bỏ khỏi làng, trước khi đi cô ghé qua chỗ ông Vạn. Không làm chủ được bản thân, Vạn và Hạnh đã ngủ cùng nhau.
Sau hơn 10 năm bôn ba, Hạnh đã có được chút vốn, cô trở về cùng con gái. Cô cho ông Vạn nhận con, nhưng gia đình nhỏ của họ lại bị làng xóm tẩy chay khiến ông Vạn phải treo cổ nơi bến sông.

## Phân vai
- Lưu Trọng Ninh vai Vạn
- Như Quỳnh vai Hơn
- Minh Châu vai Nhân
- Thúy Hà vai Hạnh
- Trần Tiến vai Ông Chuộc
- Huy Công vai Chú của Nghĩa
- Văn Hiệp vai Lão nông
- Phạm Hồng Minh vai Hà (danh đề Hồng Minh)
- Ngọc Tản vai Mẹ của Nghĩa
- Cát Trần Tùng vai Nghĩa

### Thành phần kỹ thuật
- Biên tập: Nguyễn Thị Hồng Ngát
- Âm thanh: Nguyễn Thái Vũ
- Thiết kế mỹ thuật: Phạm Quang Vĩnh

## Sản xuất
Các cảnh quay chính của phim được chọn tại làng gốm Phù Lãng, Chùa Thầy và Đình So. Trong đó, bến nước dưới gốc cây gạo được dựng lên tại ở cái ao tại Chùa Thầy.
Bộ phim duy nhất Lưu Trọng Ninh tham gia diễn xuất và đóng vai chính, ông đã mất một năm để tìm diễn viên đóng vai chính, nhưng gần đến ngày khởi quay thì nam diễn viên này có công việc phải ra nước ngoài, Lưu Trọng Nình đã ra điều kiện để giữ chân anh ta rằng nếu diễn viên này đi thì ông sẽ nhận vai chính. Cuối cùng nam diễn viên kia vẫn ra đi còn Lưu Trọng Ninh được đoàn phim ủng hộ đóng vai Vạn. Cảnh nhân vật Vạn xé áo đã phải quay mất 7 ngày vì Lưu Trọng Ninh không thể nhập vai.

### Thương nhớ ở ai
Năm 2017, đạo diễn Lưu Trọng Ninh một lần nữa chuyển thể cuốn truyện gốc thành phim truyền hình Thương nhớ ở ai dài 34 tập, bộ phim này được cải biên thêm một số nhân vật và tình tiết trong khi bộ phim Bến không chồng vẫn bám sát nguyên tác hơn.

## Giải thưởng
| Năm  | Giải thưởng                              | Hạng mục                              | Đề cử           | Kết quả      | Chú thích     |
| ---- | ---------------------------------------- | ------------------------------------- | --------------- | ------------ | ------------- |
| 2001 | Giải thưởng Hội điện ảnh Việt Nam 2000   | —                                     | Bến không chồng | Giải A       | [ 8 ]         |
| 2001 | Liên hoan phim Việt Nam lần thứ 13       | Phim truyện nhựa                      | Bến không chồng | Bông sen bạc | [ 9 ]         |
| 2001 | Liên hoan phim quốc tế Berlin lần thứ 51 | Giải thưởng Chú ý Đặc biệt của NETPAC | Bến không chồng | Đoạt giải    | [ 10 ] [ 11 ] |